# اسپیجیک
اسپیجیک (به هلندی: Spijk) یک منطقهٔ مسکونی در هلند است که در لینگه‌وال واقع شده‌است. اسپیجیک ۸۷۶ نفر جمعیت دارد.